# Pescaglia
Pescaglia är en ort och kommun i provinsen Lucca i regionen Toscana i Italien. Kommunen hade 3 439 invånare (2018).